# Plug It In & Turn Me On
Plug It In & Turn Me On is de eerste single van het album Plug It In van Krezip.
Waar Krezip vroeger vooral Pop/Rock-nummers uitbracht, hebben ze bij het album Plug It In gekozen voor een mix van disco en new wave. Plug It In & Turn Me On is hier een voorbeeld van.
De single behaalde de 7e positie in de Mega Top 50 en de 21e Positie in de Top 40. Het nummer werd Megahit op 3FM.

## Hitnotering
| Plug It In & Turn Me On in de Nederlandse Top 40 - binnen: 21 april 2007 | Plug It In & Turn Me On in de Nederlandse Top 40 - binnen: 21 april 2007 | Plug It In & Turn Me On in de Nederlandse Top 40 - binnen: 21 april 2007 | Plug It In & Turn Me On in de Nederlandse Top 40 - binnen: 21 april 2007 | Plug It In & Turn Me On in de Nederlandse Top 40 - binnen: 21 april 2007 | Plug It In & Turn Me On in de Nederlandse Top 40 - binnen: 21 april 2007 | Plug It In & Turn Me On in de Nederlandse Top 40 - binnen: 21 april 2007 | Plug It In & Turn Me On in de Nederlandse Top 40 - binnen: 21 april 2007 |
| Week                                                                     | 1                                                                        | 2                                                                        | 3                                                                        | 4                                                                        | 5                                                                        | 6                                                                        |                                                                          |
| ------------------------------------------------------------------------ | ------------------------------------------------------------------------ | ------------------------------------------------------------------------ | ------------------------------------------------------------------------ | ------------------------------------------------------------------------ | ------------------------------------------------------------------------ | ------------------------------------------------------------------------ | ------------------------------------------------------------------------ |
| Nummer                                                                   | 34                                                                       | 21                                                                       | 21                                                                       | 24                                                                       | 35                                                                       | 40                                                                       | uit                                                                      |